# Letoon
Letoon (gr. Λητώον Lētōon)  – starożytne sanktuarium i wyrocznia, najważniejsze miejsce kultu religijnego w Licji, sanktuarium związkowe Federacji Licyjskiej. 
Obecnie stanowisko archeologiczne w południowo-zachodniej Turcji, w 1988 wraz z pobliskim Ksantos wpisane na listę światowego dziedzictwa UNESCO.

## Historia
Nazwa pochodzi od istniejącej tu niegdyś świątyni Latony, zbudowanej w miejscu, gdzie według jednej z wersji mitu miały przyjść na świat dzieci bogini – Artemida i Apollon. Po ucieczce brzemiennej Leto z Olimpu, przed gniewem zazdrosnej Hery, nie znalazła ona schronienia u niegościnnych pasterzy, tylko wśród wilków, które potem wykarmiły jej dzieci. Jako wyraz wdzięczności bogini nadała tej obcej krainie nazwę Likia/Licja (od gr. lykos – wilk), a nieżyczliwych pasterzy zamieniła w żaby.
Miejsce to było ośrodkiem kultu bogini i jej potomstwa już od V wieku p.n.e. Świątynię Latony wzniesiono w II wieku p.n.e. Była otoczona pojedynczą kolumnadą z półkolistymi zdobieniami. Oprócz niej na terenie wykopalisk odkryto też pozostałości dwóch innych świątyń – dedykowanej Artemidzie z IV wieku p.n.e. oraz świątynię Apollina z II wieku p.n.e. Ta ostatnia posiadała doryckie półkolumny okalające wnętrze. Odkryto tu też liczne mozaiki.
Po upadku Federacji Licyjskiej miejsce to uległo chrystianizacji, a ostateczny upadek miasta otaczającego niegdyś sanktuarium przyniosły najazdy Arabów w VII wieku.

## Stanowisko archeologiczne
Ruiny sanktuarium odkryto ponownie w 1840, prace wykopaliskowe (prowadzone przez francuskich archeologów) rozpoczęły się jednak dopiero w 1962. Warstwa archaiczna i klasyczna znajdują się pod poziomem wody. W toku prac odkryto na tym stanowisku między innymi inskrypcję wyrytą w trzech językach: licyjskim, greckim i aramejskim, co pozwoliło na rozszyfrowanie języka licyjskiego, a na dnie świętego źródła, wspominanego przez autorów antycznych, znaleziono liczne ex-vota z terakoty, przeważnie figurki żeńskie.
Dla zwiedzających na terenie tym znajdują się trzy sąsiadujące ze sobą świątynie: Latony (po prawej), Artemidy (pośrodku) i Apollina (po prawej), w której zachowała się dekoracyjna mozaika. Towarzyszy im zalane wodą nimfeum.